# سمير فازلاغيتش
سمير فازلاغيتش (بالنرويجية البوكمول: Samir Fazlagić)‏ هو لاعب كرة قدم نرويجي في مركز الدفاع، ولد في 21 أكتوبر 1982 في شابلينا في البوسنة والهرسك. شارك مع منتخب النرويج تحت 21 سنة لكرة القدم. أما مع النوادي، فقد لعب مع نادي ستابك ونادي سترومسغودست ونادي شايد.

## وصلات خارجية
- سمير فازلاغيتش على موقع اتحاد النرويج (النرويجية)
- سمير فازلاغيتش على موقع قاعدة بيانات كرة القدم.إي يو (الإنجليزية)